# Marciana de Toledo
Marciana de Toledo (Toledo, s. III - 155), és un personatge llegendari, format en un procés de desdoblament a partir de la santa real Marciana de Mauritània. Era, segons la tradició, verge i màrtir, i fou venerada com a santa a la diòcesi de Toledo.

## Llegenda
En alguns martirologis i breviaris antics ja surt anomenada Marciana, màrtir de Toledo, en la data del 12 de juliol, l'endemà de la commemoració de la santa mauritana. Els suposats fets i martiri de la santa toledana són els mateixos que els de l'altra, i la coincidència de dates fa probable una confusió i un desdoblament, però sempre sobre una sola figura històrica.
Per conciliar les dades, Cesare Baronio explica al seu martirologi que la data del 12 de juliol es deu a un suposat trasllat de relíquies de la santa de Mauritània; a Toledo, però, no hi ha cap relíquia de la santa.
Segons la tradició, molt tardana, era una de les nou germanes (entre les quals hi havia Santa Quitèria) filles d'un rei de Portugal. S'havia convertit al cristianisme molt jove. Va ser arrestada pels soldats, i fuetejada i lliurada als gladiadors perquè la violessin i en disposessin per al seu desig carnal. Però aquests, miraculosament, no la van tocar perquè una força misteriosa els ho impedí. Llavors va ser lliurada als animals al circ: un brau la va destrossar i morí.
El seu martiri va tenir lloc, segons aquesta llegenda, cap al 155. La festa litúrgica se celebrava a Toledo el 12 de juliol.